# Cocytius beelzebuth
Cocytius beelzebuth är en fjärilsart som beskrevs av Jean Baptiste Boisduval 1875. Cocytius beelzebuth ingår i släktet Cocytius och familjen svärmare. Inga underarter finns listade i Catalogue of Life.